# کارل گلدمارک
کارل گلدمارک (آلمانی: Karl Goldmark؛ ۱۸ مه ۱۸۳۰–۲ ژانویه ۱۹۱۵) نوازنده پیانو و آهنگساز مشهور اهل مجارستان و اتریش بود.

او موسیقی را با یادگیری ویولن در شپرن آغاز کرد و بعدها به دانشگاه موسیقی و هنرهای نمایشی وین رفت.
کارل گلدمارک در زمینهٔ آهنگسازی، هنرمندی «خودآموخته» بود و آثارش بیشتر تحتِ تأثیر آثارِ ریشارد واگنر، فلیکس مندلسون و روبرت شومان بود.
وی در دوران شغلی و حرفه‌ای خود به آموزشِ موسیقی هم می‌پرداخت و ژان سیبلیوس مدت کوتاهی از شاگردان او بود.
روبین گلدمارک نوهٔ او بود.